# 久美浜原子力発電所
久美浜原子力発電所（くみはまげんしりょくはつでんしょ）は、関西電力が京都府熊野郡久美浜町（現京丹後市）に建設を計画していた原子力発電所。2006年3月に計画中止となった。

## 計画内容
当初は120万kW級2基。最終的には6基、計720万kWまで増設可能とするものであった。

## 経緯
1975年5月、関西電力より当時の久美浜町に対し、兵庫県境に近い蒲井地区に原子力発電所設置のための環境調査実施の申し入れがなされた。その後約30年にわたり、蒲井地区および隣接する旭地区をはじめとする久美浜町住民を二分する論争が巻き起こされることとなった。2004年4月に久美浜町を含む6町が合併し京丹後市が誕生。市では、旧久美浜町以外の住民からの理解が得られないなどの理由により2006年2月に事前調査の撤回を要請、これを受け関西電力では同年3月8日に、市に対し計画の中止を伝えた。京丹後市では蒲井・旭地域振興計画を策定。論争中は手付かずとなっていた同地域の振興について、廃校舎を活用した宿泊施設「風蘭の館」や滞在型市民農園「京丹後市蒲井シーサイドクラインガルテン」など、原発立地に頼らない地域づくりを目指すとしている。